# خدانگهدار، زتسوبو سنسه
خدانگهدار، زتسوبو سنسه (ژاپنی: さよなら絶望先生 هپبورن: Sayonara Zetsubō Sensei, ت.ت. 'خدانگهدار، آقای ناامیدی') یک مجموعه مانگای ژاپنی اثر کوجی کومتاست. این مانگا از آوریل ۲۰۰۵ تا ژوئن ۲۰۱۲ در هفته‌نامهٔ شونن کودانشا منتشر و فصل‌های آن در ۳۰ جلد تانکوبون جمع‌آوری شد. این مجموعه دربارهٔ معلمی به نام نوزومو ایتوشیکی است که به تمام جنبه‌های زندگی، زبان و فرهنگ به منفی‌ترین شکل ممکن نگاه می‌کند. این مجموعه در حقیقت طنزی از سیاست، رسانه و جامعهٔ ژاپنی‌هاست.
این مانگا بیش از ۵ میلیون نسخه در تیراژ داشته است. خدانگهدار، زتسوبو سنسه در سال ۲۰۰۷ سی و یکمین جایزهٔ مانگای کودانشا را در ردهٔ شونن دریافت کرد.

## بازخورد
این مانگا بیش از ۵ میلیون نسخه در تیراژ داشته و در سال ۲۰۰۷ سی و یکمین جایزه مانگای کودانشا را در ردهٔ شونن از آن خود کرد.